# To Hell with the Kaiser!
To Hell with the Kaiser! er en amerikansk stumfilm fra 1918 af George Irving.

## Medvirkende
- Lawrence Grant - Wilhelm II / Robert Graubel
- Olive Tell - Alice Monroe
- Betty Howe - Ruth Monroe
- John Sunderland - Winslow Dodge
- Earl Schenck - William